# Polish Juniors 2014
Das Polish Juniors 2014 fand als bedeutendstes internationales Nachwuchsturnier von Polen im Badminton vom 17. bis zum 19. Januar 2014 in Lubin statt. Es war die 25. Auflage der Veranstaltung.

## Sieger und Platzierte
| Disziplin    | Gold                          | Silber                            | Bronze                                  |
| ------------ | ----------------------------- | --------------------------------- | --------------------------------------- |
| Herreneinzel | Max Weißkirchen               | Luís Enrique Peñalver             | Tanguy Citron                           |
| Herreneinzel | Max Weißkirchen               | Luís Enrique Peñalver             | David Peng                              |
| Dameneinzel  | Clara Azurmendi               | Alida Chen                        | Lole Courtois                           |
| Dameneinzel  | Clara Azurmendi               | Alida Chen                        | Kristin Kuuba                           |
| Herrendoppel | Tanguy Citron Thomas Vallez   | Ronan Guéguin Alexandre Hammer    | Piotr Wasiluk Dominik Ziętek            |
| Herrendoppel | Tanguy Citron Thomas Vallez   | Ronan Guéguin Alexandre Hammer    | Miłosz Bochat Mateusz Świerczyński      |
| Damendoppel  | Lole Courtois Delphine Delrue | Emilie Beaujean Verlaine Faulmann | Anastasiya Dmytryshyn Darya Samarchants |
| Damendoppel  | Lole Courtois Delphine Delrue | Emilie Beaujean Verlaine Faulmann | Maja Pavlinić Dorotea Sutara            |
| Mixed        | Alex Vlaar Cheryl Seinen      | Max Weißkirchen Eva Janssens      | Ruben Jille Alida Chen                  |
| Mixed        | Alex Vlaar Cheryl Seinen      | Max Weißkirchen Eva Janssens      | Piotr Wasiluk Karolina Janowska         |